# Cris dans la nuit
Batman : Cris dans la nuit (Batman: Night Cries en version originale) est un graphic novel américain mettant en scène Batman. Il est réalisé par Archie Goodwin, co-scénariste, et Scott Hampton (en), co-scénariste et artiste. Ce roman graphique est publié aux États-Unis  par DC Comics en 1992 et en français, pour la première fois chez Comics USA en 1993.

## Synopsis
Le préfet James Gordon enquête sur le massacre d'une famille dans un quartier défavorisé de Gotham City. Le maire, lui, est agacé par le comportement de Gordon qui préfère aller sur le terrain plutôt que d'assumer son rôle de représentation dans les soirées mondaines. Une nouvelle drogue, le "boost" fait des ravages dans les bas fonds et ceux qui gravitent autour du trafic de ladite drogue sont massacrés. Il existe un point commun entre ces assassinats : des enfants en sont systématiquement les témoins. Batman et Gordon vont enquêter et découvrir que le lien est la maltraitance des enfants.

## Personnages
- Batman
- Capitaine James Gordon
- Barbara Eileen
- James Gordon Jr
- Martha Wayne
- Thomas Wayne

## Éditions reliées

### Éditions américaines
- 1992 :  Batman: Night Cries, DC Comics : première publication en anglais[1].

### Éditions français
- 1993 : Cris dans la Nuit, Comics USA : première publication en français dans la collection Spécial USA,  (ISBN 2-87695-203-3)[2].
- 2016 : Des Cris dans la Nuit, Urban Comics, Collection DC Deluxe,  (ISBN 978-2-3657-7859-6)[3].